# Лямент
Лямéнт (лат. lamentum — ридання, зойк) — поетичний жанр, що застосовували під час поховань. Жанр епічної етикетної поезії з приводу смерті відомої світської чи духовної особи з метою оплакати померлого, унашувати його чесноти й життєві заслуги (Галина Мартинюк). Вірші, призначені для прочитання під час поховального ритуалу. 
Поширений у давній українській літературі доби бароко. Відповідає поняттям «тренос», «плач».